# الدب الروسي

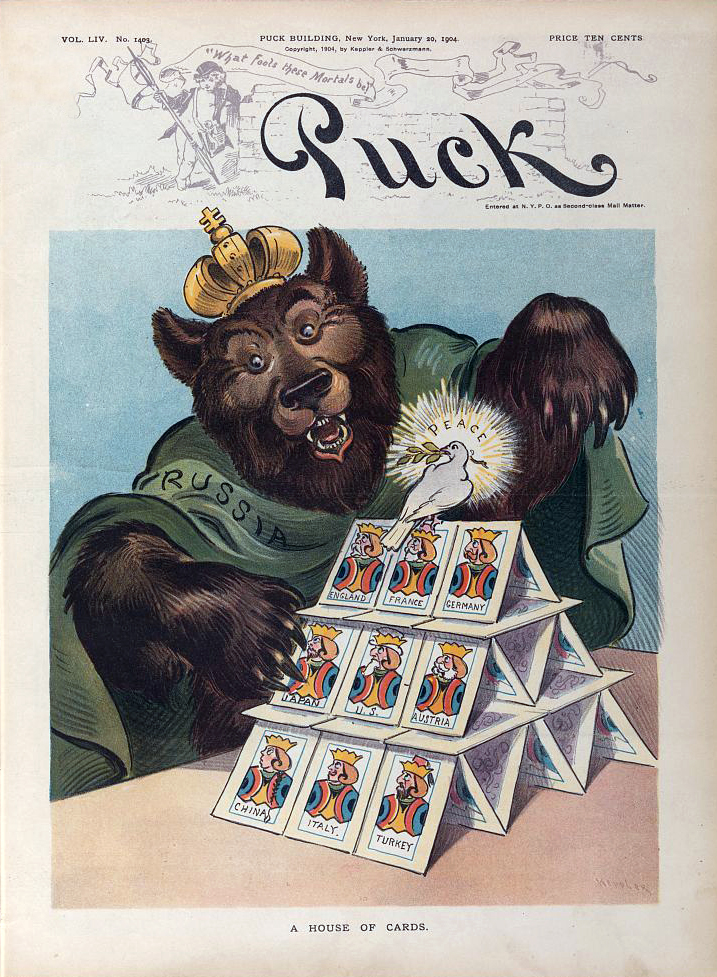
رسم كاريكاتيري أمريكي من سنة 1904 يصور الدب الروسي

الدب الروسي هو رمز عالمي للدب البني الأوراسي، استخدم للدلالة على روسيا في الرسوم المتحركة والكاريكاتيرات والمقالات والقصص والمسرحيات منذ القرن السادس عشر، وربط بالإمبراطورية الروسية والاتحاد السوفيتي والاتحاد الروسي حالياً، واستخدمه الأوروبيون وخصوصاً البريطانيون في رسوماتهم الكاريكاتيرية وثم انتقل إلى الولايات المتحدة، وكان يرمز لروسيا بالدب للدلالة على كبرها ووحشيتها وقوتها العظمى. أصبح الدب فيما بعد رمزًا وطنيًّا في روسيا وهو شعار حزب روسيا الموحدة.

## معرض صور

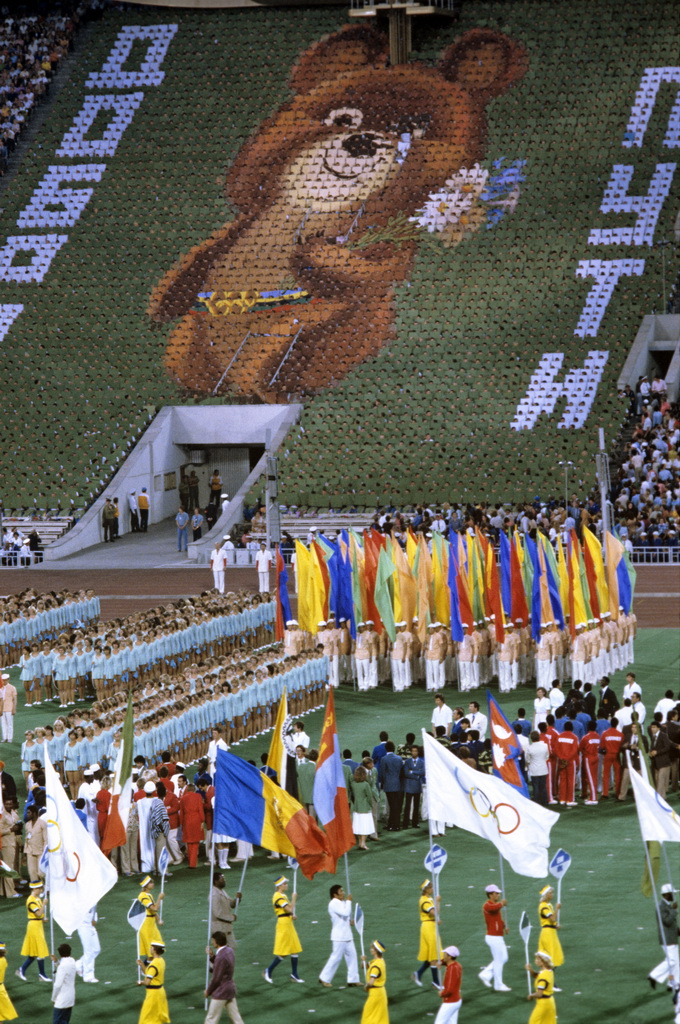
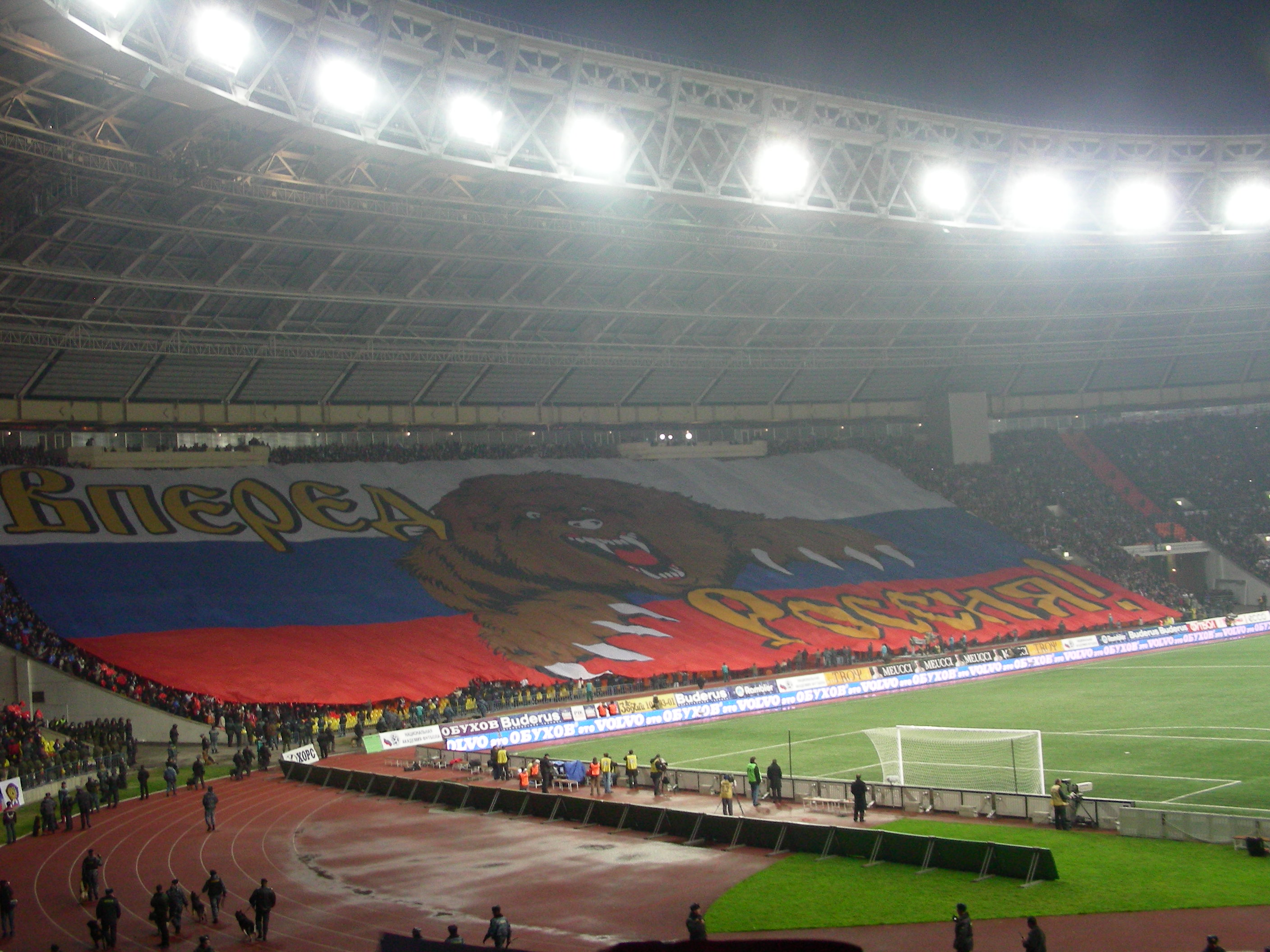